# Svein Engen
Pour les articles homonymes, voir Engen (homonymie).
Svein Engen, né le 27 mars 1953 à Hønefoss, est un biathlète norvégien.

## Biographie
Svein Negen fait son apparition au niveau international aux Jeux olympiques d'hiver de 1976. Il remporte trois titres de champion de Norvège en 1977 (sprint, individuel et relais), année où il obtient ses meilleurs résultats aux Championnats du monde, avec une neuvième place à l'individuel et une quatrième au relais. Il compte une deuxième participation aux Jeux olympiques en 1980, où il est quatrième en relais et à l'individuel, battu par Frank-Peter Rötsch, troisième.
En 1978, il prend part à la première édition de la Coupe du monde, où il monte sur ses premiers podiums en relais (à Ruhpolding) et en individuel (à Sodankylä). Il gagne un individuel en 1982 à Egg am Etzl et un relais à Pontresina en 1984, sa dernière année au niveau mondial. 

## Palmarès

### Jeux olympiques d'hiver
| Épreuve / Édition   | Individuel | Sprint                           | Relais |
| ------------------- | ---------- | -------------------------------- | ------ |
| JO 1976 Innsbruck   | 20e        | Épreuve inexistante à cette date | 5e     |
| JO 1980 Lake Placid | 4e         | -                                | 4e     |

### Coupe du monde
- Meilleur classement général : 10e en 1982.
- 2 podiums individuels : 1 victoire et 1 troisième place.
- 1 victoire en relais.

#### Détail de la victoire
| Édition / Épreuve | Individuel           | Total |
| 1982              | Egg am Etzel (20 km) | 1     |
| Total             | 1                    | 1     |

### National
- 1 titre sur le sprint en 1977.
- 3 titres sur l'individuel en 1977, 1978 et 1983.